# Liebe auf den ersten Biss (Film)
Liebe auf den ersten Biss (Originaltitel: Love at First Bite) ist ein US-amerikanischer Spielfilm aus dem Jahre 1979. Die von Filmregisseur Stan Dragoti inszenierte Komödie mit George Hamilton und Susan Saint James in den Hauptrollen ist eine Parodie auf Vampirfilme und die populäre Dracula-Figur.

## Handlung
Im sozialistischen Transsilvanien. Graf Dracula ist seiner unsterblichen Existenz überdrüssig, durch die er seit nunmehr über 700 Jahren auf Erden weilt. Er kann das Geheul der Wölfe nicht mehr hören („Hört Ihr mich, Kinder der Nacht? Hört auf!“) und das abgestandene Blut, das ihm sein devoter Diener Renfield ständig falsch temperiert serviert, nicht mehr sehen. Noch dazu machen ihm die Funktionäre der kommunistischen Partei zu schaffen, die ihn aus seinem Schloss verjagen wollen, um daraus ein Trainingslager für Sportlerinnen zu machen. Einzig der Gedanke an ein von ihm verehrtes Fotomodell namens Cindy Sondheim aus New York bringt ihn auf andere Gedanken. So beschließt er, unter den Augen des aufgebrachten Pöbels mit seinem Diener die heimatlichen Gefilde zu verlassen und in die Neue Welt auszuwandern, um seine Angebetete zu suchen.
Am New Yorker Flughafen angekommen, wird sein Reisesarg verwechselt und Dracula landet statt im Hotel auf einer Bestattungsfeier in Harlem. Nach diesem ersten Kulturschock beauftragt er Renfield, Cindy Sondheim ausfindig zu machen, der sie schließlich aufspüren kann.
Bei einem nächtlichen Fotoshooting im Central Park kann Dracula sich Cindy aufgrund der rigiden Absperrmaßnahmen nur in Gestalt eines Dobermanns nähern, wird jedoch eingefangen und ins Tierasyl gebracht. Er kann sich befreien und macht sich in der darauffolgenden Nacht als Fledermaus auf einen nächtlichen Erkundungsflug durch die Stadt, bei dem er erst von einem Mann vertrieben wird, der in ihm seine geschiedene Frau sieht, dann für ein schwarzes Huhn gehalten wird und fast bei einer Familie im Kochtopf landet und schließlich am Hals eines besoffenen Obdachlosen endet. Desillusioniert über die mangelnde Schreckhaftigkeit der Menschen landet er mit einem schweren Kater und einem Geschmack von „ausgekochter Proletariersocke“ im Mund wieder im Hotel.
Doch Renfield kann ihn wieder aufheitern, indem er seinem Herrn die von Cindy Sondheim bevorzugte Diskothek nennt. Dort kann er ihre Aufmerksamkeit erregen und dank seines Charmes landen sie schließlich in ihrer unaufgeräumten Wohnung im Bett, wo er sie zum ersten Mal beißt.
Am nächsten Tag berichtet Cindy ihrem Analytiker Jeffrey Rosenberg, mit dem sie mal liiert war und immer noch gut befreundet ist, von der aufregenden Nacht. Als er jedoch die Wunden an ihrem Hals erblickt, schlägt er Alarm. Denn er ist zufällig der Enkel von Dr. Fritz (!) van Helsing und weiß daher Bescheid über Dracula und dass ein Opfer dreimal gebissen werden muss, bevor es verloren ist. Er kann Cindy zu einem Abendessen zu dritt mit dem Grafen überreden. Dort versucht er, den Vampir mit allerlei Abwehrmitteln wie Knoblauch, einem Spiegel oder einem Davidstern aus der Fassung zu bringen. Cindy hält das Kräftemessen der beiden jedoch nur für eifersüchtiges Gehabe und verlässt erbost das Lokal. Dracula sucht sie später in ihrer Wohnung auf und kann sie besänftigen. Darüber vergisst er fast den Sonnenaufgang.
Rosenberg lässt nicht locker und sucht Hilfe bei der Polizei. Der diensthabende Lieutenant Ferguson hält ihn jedoch für einen Verrückten und schmeißt ihn raus. Doch Rosenberg gibt nicht auf und verschafft sich Zutritt zu Draculas Hotelzimmer, wo er den Sarg in Brand setzt. In letzter Sekunde kann Renfield jedoch eingreifen. Rosenberg wird von der Polizei verhaftet und in eine Heilanstalt gebracht.
Nach einem Überfall auf eine Blutbank führt Dracula Cindy wieder aus und schenkt ihr eine teure Kette. Sie gesteht ihm ihre Liebe. Der inzwischen entlassene Rosenberg erscheint und versucht den Vampir mit drei silbernen Kugeln zu erschießen. Das funktioniert jedoch nur bei Werwölfen und Rosenberg wird wieder abgeführt. Nachts beißt Dracula Cindy zum zweiten Mal. Sie möchte ihre Karriere aufgeben und mit ihm zusammen sein. Schließlich beißt sie ihn auch.
Durch den Überfall auf die Blutbank und andere Vorfälle aufgeschreckt, holt Lieutenant Ferguson den Doktor wieder aus der Anstalt. Rosenberg gelingt es, Cindy aus ihrer Wohnung zu entführen, doch während eines stadtweiten Stromausfalls schafft es Dracula, sie zurückzuholen. Beide fliehen mit einem Taxi in Richtung Flughafen, denn der Graf hat in der Zwischenzeit einen Flug nach London organisiert. Ferguson und Rosenberg nehmen mit einem Motorrad die Verfolgung auf.
Am Flughafen wird wieder der Sarg verwechselt und fliegt nach Jamaika statt nach England. Durch diese Querelen verpassen Cindy und Dracula ihren Flug. Der einzige Weg, noch zu entkommen, ist der dritte Biss, wodurch sich Cindy auch in einen Vampir verwandeln soll. Sie weiß inzwischen um Draculas Natur und willigt ein. Am Ende flattern sie gemeinsam davon. Zurück bleibt nur Draculas schwarzer Umhang, von Rosenbergs Holzpflock getroffen.

## Synchronisation
Es existieren zwei deutsche Synchronfassungen. Die erste entstand bei der Berliner Synchron. Arne Elsholtz schrieb das Dialogbuch und führte Regie.
| Rolle                 | Darsteller        | Synchronsprecher (1. Synchro) | Synchronsprecher (2. Synchro) |
| --------------------- | ----------------- | ----------------------------- | ----------------------------- |
| Graf Vladimir Dracula | George Hamilton   | Claus Wilcke                  | Michael Brennicke             |
| Cindy Sondheim        | Susan Saint James | Viktoria Brams                | Madeleine Stolze              |
| Dr. Jeff Rosenberg    | Richard Benjamin  | Harry Wüstenhagen             | Arne Elsholtz                 |
| Lieutenant Ferguson   | Dick Shawn        | Michael Chevalier             | Thomas Fritsch                |
| Renfield              | Arte Johnson      | Wolfgang Spier                | Michael Habeck                |
| Richterin Thomas      | Isabel Sanford    | Barbara Ratthey               | Ilona Grandke                 |

## Zitate
- Dracula (beim Verlassen des Schlosses zum wartenden Pöbel):

„Ihr dürft niemals vergessen: Ohne mich wird Transsylvanien ungefähr so aufregend sein wie eine politische Diskussion im Fernsehen!“
- Dracula zu Renfield (Nach seinem missglückten nächtlichen Ausflug):

„Wie würde es Ihnen gefallen, die letzten 700 Jahre wie ein schlafwandelnder Oberkellner ausgesehen zu haben? Oh, wie gerne würde ich einmal zu einem Abendessen gehen in einem Rollkragenpullover und einer Sportjacke. Möchten Sie sich ewig ernähren von einer warmen, flüssigen Proteindiät, während alle Menschen um Sie herum in Lammchops schwelgen, Bratkartoffeln, Marmelade, Chivas Regal auf Eis und klarem Quellwasser? Glauben Sie denn, ich würde mich nicht über Weihnachtsgeschenke freuen, Ostereier suchen, Knoblauchtoast essen?“ Nachdem Renfield ihm sein Lieblingsessen schildert, einen „Horror-Burger“ mit Spinnen, Regenwürmern, Tausendfüßlern und Erdnussbutter, muss der Graf sich übergeben.

## Auszeichnungen
- Der Film wurde bei den Saturn Awards mit den Preisen für den besten Hauptdarsteller (George Hamilton), für den besten Nebendarsteller (Arte Johnson) und für das beste Make-up (William Tuttle) ausgezeichnet. Nominiert waren außerdem Susan Saint James als beste Hauptdarstellerin und Robert Kaufman für das beste Drehbuch. Der Film selbst war in der Kategorie Bester Horrorfilm nominiert.

- Bei den Golden Globe Awards war George Hamilton als Bester Hauptdarsteller Komödie oder Musical nominiert.[4]

- George Hamilton wurde zudem von französischen Vampir-Fanklubs mit dem „Goldenen Vampirzahn“ ausgezeichnet, „da auf der Kinoleinwand nie zuvor ein Vampir seine Zunft witziger und liebenswerter vertreten habe.“[5]

## Kritiken
- film-dienst: „Versuch einer Dracula-Parodie mit wenigen originellen Einfällen; harmlos vergnüglich.“[6]

- Cinema: „Der zirka 51. ‘Dracula’-Film gefällt mit witzigen Dialogen und pointenreicher Situationskomik.“[7]

- Karsten Prüßmann: „Die Gags resultieren aus der Verulkung der Dracula-Figur und der Renfield-Figur, aber nicht, indem sie beiden lächerlich gemacht werden, sondern durch den eingespielten Umgang der beiden miteinander und den Kontrast des Paares mit der tatsächlichen Welt im heutigen New York. Dadurch, daß ... die von Dracula angebetete Frau ins Spiel kommt, verändert sich die Konstellation völlig. Der Witz geht verloren. [...] Es ist seltsam, daß der Film, der so rasant und originell beginnt, seinem überzeugenden Konzept nicht treu bleibt, sondern mit konventionellen Mitteln versucht, eine romantische Liebesgeschichte zu entwickeln, die schließlich auch noch mit hinlänglich bekannten Action-Szenen aufgepeppt werden soll. [...] Dennoch ist es ein Genuß, George Hamilton in seiner wohl besten Rolle zu sehen. Er spielt den Grafen mit einer würdevollen aristokratischen Souveränität, mit großen Gesten und mächtigen Emotionen.“[8]